# Johann Karl Zeune
Johann Karl Zeune (* 29. Oktober 1736 in Stolzenhain; † 8. November 1788 in Wittenberg) war ein deutscher Philologe.
Er ist der Vater von Johann August Zeune, dem Begründer der ersten Blindenanstalt Deutschlands.

## Leben
Der Sohn des Bauern Andreas Zeune besuchte das Gymnasium in Zeitz und immatrikulierte sich danach an der Universität Leipzig. Hier konzentrierte er sich auf ein Studium der Philologie und bewarb sich 1775 um eine außerordentliche Professur an der philosophischen Fakultät, die ihm dann im Herbst desselben Jahres auch anvertraut wurde.
Nachdem er 1776 die Schrift seines Lehrers Johann Friedrich Christ Abhandlungen über die Literatur und Kunstwerke vornehmlich des Altertums herausgegeben hatte, ging er an die Universität Wittenberg, wo er die ordentliche Professur für griechische Sprache übernahm. Er gab zahlreiche mit kritischen und erklärenden Anmerkungen versehene Klassikerwerke heraus, darunter Schriften von Xenophon, Macrobius und Terenz, und lieferte eine Neubearbeitung (Leipzig 1777) der für die griechische Sprachkunde wichtigen Schrift des französischen Gelehrten François Viger De praecipuis Graecae dictions idiotismis (Paris 1627). In Wittenberg (1776–1788) las er mindestens bis 1785 über das Neue Testament, aber nicht mehr in seinem ganzen Umfang, sondern über ausgewählte Teile, ferner über Xenophon, Homer, Aristophanes, Demosthenes, die Jüdischen Altertümer des Josephus, Isokrates und Platon.